# Американские пресноводные миноги
Американские пресноводные миноги (Ichthyomyzon) — род бесчелюстных семейства миноговых (Petromyzontidae).
Встречаются на востоке Северной Америки.
Род включает 6 видов:
- Огайская минога (Ichthyomyzon bdellium)[2]
- Коричневая минога (Ichthyomyzon castaneus)[2]
- Мичиганская минога (Ichthyomyzon fossor)[2]
- Южная минога (Ichthyomyzon gagei)[2]
- Аллеганская минога (Ichthyomyzon greeleyi)[2]
- Серебристая минога (Ichthyomyzon unicuspis)[2]

Выделяются три пары видов, каждая пара имеет предковый паразитический вид и непаразитический производный вид.